# Fei Xin
Fei Xin (费信,  Fei Hsin; geb. ca. 1385; gest. ca. 1436) war ein Mitglied des militärischen Personals der Flotte des Admirals der Ming-Dynastie Zheng He, der als Autor eines Buches über die von chinesischen Schiffen besuchten Länder bekannt wurde, des Werkes Xingcha shenglan chinesisch 星槎胜览, W.-G. Hsing-ch'a sheng-lan (Wunderdinge, die vom Sternenschiff entdeckt wurden), das wirtschaftliche, geografische und anthropologische Informationen über das maritime Asien in vorkolonialer Zeit liefert und eine wichtige Quelle zur Geschichte der chinesisch-ausländischen Beziehungen ist. Im frühen 15. Jahrhundert hatte China große Flotten nach Südostasien und in den Indischen Ozean entsandt. Zu den schriftlichen Aufzeichnungen über diese Missionen gehören mehrere Werke mit Beschreibungen der Handelshäfen und Küstenregionen Asiens und Ostafrikas.

## Leben
Über das Leben von Fei Xin ist nur wenig bekannt. Seine Familie stammte aus Kunshan, heute in der Provinz Jiangsu. Ausgehend von anderen von ihm genannten Daten scheint er im 17. Jahr der Hongwu-Ära (1385) geboren worden zu sein, obwohl einige Autoren das Jahr 1388 als sein Geburtsdatum angeben.

## Werke
- Xingcha shenglan 星槎胜览